# Linafoot 2021-22
El Linafoot 2021-22 fue la temporada 61.ª del Linafoot, la liga de fútbol de primer nivel en la República Democrática del Congo, desde su creación en 1958. Tras la larga interrupción entre el 9 de marzo y el 29 de mayo de 2022, debido a las dificultades de transporte de los clubes, se canceló la segunda mitad de la temporada.

## Cancelación
Debido a la larga interrupción entre el 9 de marzo y el 29 de mayo, se canceló la segunda mitad de la temporada; tenga en cuenta que tanto el abandono de AS Maniema Union - Académic Club Rangers el 19 de junio como la pérdida de DC Motema Pembe contra TP Mazembe el 22 de junio se debieron al hecho de que ambos clubes de Kinsasa prefirieron concentrarse en la Coupe du Congo.

## Equipos
Veinte equipos compiten en esta temporada: los 16 mejores equipos de la temporada anterior y cuatro equipos ascendidos de la Linafoot Ligue 2 2020-21: US Panda B52, AS Kuya Sport, Etoile de Kivu, US Tshinkunku.

## Estadios y sedes
| Equipo                  | Ubicación  | Estadio                       | Capacidad |
| ----------------------- | ---------- | ----------------------------- | --------- |
| TP Mazembe              | Lubumbashi | Stade TP Mazembe              | 18,000    |
| AS Vita Club            | Kinsasa    | Estadio de los Mártires       | 100,000   |
| FC Saint Éloi Lupopo    | Lubumbashi | Stade Frederic Kibassa Maliba | 35,000    |
| AS Maniema Union        | Kindu      | Stade Joseph Kabila Kabange   | 10,000    |
| CS Don Bosco            | Lubumbashi | Stade TP Mazembe              | 18,000    |
| DC Motema Pembe         | Kinsasa    | Estadio Tata Raphaël          | 80,000    |
| JS Groupe Bazano        | Lubumbashi | Stade Frederic Kibassa Maliba | 35,000    |
| Académic Club Rangers   | Kinsasa    | Estadio de los Mártires       | 100,000   |
| AS Dauphins Noirs       | Goma       | Stade de l'Unité              | 10,000    |
| Lubumbashi Sport        | Lubumbashi | Stade Frederic Kibassa Maliba | 35,000    |
| US Panda B52            | Likasi     | Stade de Kikula               | 5,000     |
| AS Kuya Sport           | Kinsasa    | Estadio de los Mártires       | 100,000   |
| Etoile de Kivu          | Bukavu     | Stade Kadutu Concord          | 10,000    |
| Blessing FC             | Kolwezi    | Stade Manika                  | 3,000     |
| SM Sanga Balende        | Mbuji-Mayi | Stade Kashala Bonzola         | 15,000    |
| FC Renaissance du Congo | Kinsasa    | Estadio Tata Raphaël          | 80,000    |
| US Tshinkunku           | Kananga    | Stade des Jeunes              | 10,000    |
| JS Kinsasa              | Kinsasa    | Estadio de los Mártires       | 100,000   |
| AS Simba                | Kolwezi    | Stade Manika                  | 1,500     |
| Racing Club Kinshasa    | Kinsasa    | Estadio de los Mártires       | 100,000   |

## Tabla
| Pos. | Equipo                   | Pts. | PJ | G  | E | P  | GF | GC | Dif. | Clasificación o descenso             |
| ---- | ------------------------ | ---- | -- | -- | - | -- | -- | -- | ---- | ------------------------------------ |
| 1    | TP Mazembe (C)           | 51   | 19 | 16 | 3 | 0  | 40 | 3  | +37  | Clasificado a Liga de Campeones CAF  |
| 2    | AS Vita Club             | 48   | 19 | 15 | 3 | 1  | 44 | 13 | +31  | Clasificado a Liga de Campeones CAF  |
| 3    | FC Saint Éloi Lupopo     | 46   | 19 | 14 | 4 | 1  | 32 | 9  | +23  | Clasificado a Copa Confederación CAF |
| 4    | AS Maniema Union         | 41   | 19 | 12 | 5 | 2  | 31 | 10 | +21  |                                      |
| 5    | JS Groupe Bazano         | 34   | 19 | 10 | 4 | 5  | 26 | 15 | +11  |                                      |
| 6    | CS Don Bosco             | 32   | 19 | 8  | 8 | 3  | 20 | 15 | +5   |                                      |
| 7    | DC Motema Pembe          | 29   | 19 | 8  | 5 | 6  | 23 | 17 | +6   | Clasificado a Copa Confederación CAF |
| 8    | Académic Club Rangers    | 28   | 19 | 8  | 4 | 7  | 18 | 19 | −1   |                                      |
| 9    | US Panda B52             | 24   | 19 | 6  | 6 | 7  | 17 | 19 | −2   |                                      |
| 10   | AS Dauphins Noirs        | 23   | 19 | 7  | 2 | 10 | 15 | 20 | −5   |                                      |
| 11   | Lubumbashi Sport         | 22   | 19 | 6  | 4 | 9  | 19 | 23 | −4   |                                      |
| 12   | Etoile de Kivu           | 21   | 19 | 5  | 6 | 8  | 12 | 17 | −5   |                                      |
| 13   | SM Sanga Balende         | 21   | 19 | 5  | 6 | 8  | 17 | 25 | −8   |                                      |
| 14   | Blessing FC              | 19   | 19 | 4  | 7 | 8  | 13 | 16 | −3   |                                      |
| 15   | AS Kuya Sport            | 19   | 19 | 4  | 7 | 8  | 18 | 28 | −10  |                                      |
| 16   | FC Renaissance du Congo  | 18   | 19 | 4  | 6 | 9  | 17 | 27 | −10  |                                      |
| 17   | US Tshinkunku (D)        | 15   | 19 | 2  | 9 | 8  | 11 | 26 | −15  | Relegado a la Linafoot Ligue 2       |
| 18   | AS Simba (D)             | 14   | 19 | 3  | 5 | 11 | 10 | 29 | −19  | Relegado a la Linafoot Ligue 2       |
| 19   | JS Kinsasa (D)           | 8    | 19 | 2  | 2 | 15 | 6  | 36 | −30  | Relegado a la Linafoot Ligue 2       |
| 20   | Racing Club Kinshasa (D) | 7    | 19 | 1  | 4 | 14 | 10 | 32 | −22  | Relegado a la Linafoot Ligue 2       |

 Fuente: Soccerway
|                        |
| Campeón                |
| TP Mazembe 19.° título |